# Bernard Cabane
Pour les articles homonymes, voir Cabane.
Cet article possède un paronyme, voir Bernard Cabanes.
Bernard Cabane, né le 12 octobre 1945 à Chamonix, est un alpiniste, physicien et chimiste français, directeur de recherche au CNRS à l'ESPCI ParisTech, spécialiste de la mécanique des fluides et de matière molle et membre correspondant de l'Académie des Sciences. Il est egalement un alpiniste connu pour avoir fait la 7e ascension du mont Salcantay au Perou,

## Biographie
Bernard Cabane est diplômé de l'École polytechnique et soutient une thèse sous la direction de Jacques Friedel et Pierre-Gilles de Gennes à l'université Paris Sud. Il est chargé de recherche puis directeur de recherche au CNRS et responsable scientifique de l'équipe mixte formé par le Commissariat à l'énergie atomique et Rhône-Poulenc de 1990 à 1998. Il travaille au laboratoire de Physique et Mécanique des Milieux Hétérogènes de l'École supérieure de physique et de chimie industrielles de la ville de Paris.

## Travaux
Bernard Cabane a découvert les modes d'association des macromolécules avec des tensioactifs dans l'eau ainsi que des tanins avec la salive (en collaboration avec l'INRA). Il a travaillé sur l'écoulement et la cohésion des pâtes, des ciments et des gels. Il est le coauteur du livre Liquides. Solutions, dispersions, émulsions, gels, B. Cabane, S. Hénon, (Belin, 2003.)

## Vie Familiale
Bernard Cabane épouse en 1973 a Los Angeles Celie Fox,(née en 1950),qu'il a rencontré lors de son échange a l'université UCLA. Ils ont deux enfants: Olivia Fox Cabane (née Alice Olivia Fox Cabane en 1979 ), Guillaume Cabane (né en 1983).

## Distinctions
Bernard Cabane est lauréat de la médaille d'argent du CNRS (1993), du Grand Prix Pierre Süe de la Société française de chimie (1999) et consultant scientifique de nombreuses industries dont L’Oréal, Sanofi-Aventis ou BASF.

## Livres publiés
- A. Aspect, R. Balian, G. Bastard, J.P. Bouchaud, B. Cabane, F. Combes, T. Encrenaz, S. Fauve, A. Fert, M. Fink, A. Georges, J.F. Joanny, D. Kaplan, D. Le Bihan, P. Léna, H. Le Treut, J-P Poirier, J. Prost et J.L. Puget, Demain la physique, (Odile Jacob, 2009)  (ISBN 9782738123053)
- Liquides. Solutions, dispersions, émulsions, gels, B. Cabane, S. Hénon, (Belin, 2003)  (ISBN 2701130255)
- La Stabilité colloïdale des latex. B. Cabane in « Les latex synthétiques : élaboration et applications » (J.C. Daniel et C. Pichot éditeurs, éditions TEC & DOC)
- Comment améliorer la qualité des dispersions dans des milieux formulés ? B. Cabane. Dans « Dispersabilité », (A. Foissy et S.A. Bachiri eds., EDP Sciences, 2003)
- Formulation des dispersions B. Cabane (Techniques de l’Ingénieur J2-185, 2003)
- Small angle scattering methods. B. Cabane in: « Surfactant solutions: new methods of investigation » (Surfactant Science Series vol. 22 p. 57-146, Éditeur R. Zana publié par M. Dekker, 1987)
- Méthodes semi-locales : diffusion, diffraction B. Cabane dans « Colloïdes et interfaces », p. 101-180 (M. Veyssié et A. M. Cazabat éditeurs, Éditions de Physique, 1984)